# Werder (Märkisch Linden)
Werder, también llamado Werder bei Neuruppin, es una aldea de Märkisch Linden, municipio del  distrito de Prignitz Oriental-Ruppin, Brandeburgo, Alemania.

## Geografía y naturaleza
Werder se encuentra en el altiplano de Ruppin, ubicado en el distrito de Prignitz Oriental-Ruppin. Está situado a unos 65 km al noroeste de Berlín y a 7 km al oeste de la ciudad de Neuruppin, muy próximo a la autopista 24.
Se halla en el margen oriental de una morrena de fondo relativamente extensa y ondulada que sobresale como un islote de entre los valles de deshielo circundantes, formados durante la fase Frankfurt.
Antes de llegar a Werder, de camino a Walsleben, se encuentra el pantano de Buchtenpfuhl y el de Giernpfuhl, que está cerca del antiguo Gutspark. A su vez, al suroeste del pueblo se pueden encontrar los lavaderos de ovejas. Las fronteras noreste y este del mismo están delimitadas por la zanja de Steinfurt, mientras que la frontera sur lo está por la zanja de Landwehr.
El territorio de Werder lo forman, además del propio pueblo, campos, prados y algún bosquecillo, como Kleinen Tannen, Heidplan y un pequeño bosque entre Gottberg y Werder.
Además, linda con las localidades de Dabergotz, Kränzlin, Darritz, Walsleben, Paalzow y Gottberg.

## Historia
Supuestamente, Werder es un epónimo de Arnoldus de Werder, quien fue bastante conocido en 1362. En 1490, Werder formaba parte del núcleo del dominio de Ruppin, una inmediación imperial bajo el dominio de los condes de Lindow-Ruppin.

### Propiedad de Werder
A lo largo de los siglos, la finca cambió de propietario varias veces. Baussen, el último propietario, fue expropiado en 1945 durante la Reforma Agraria Alemana y la tierra se repartió entre agricultores, campesinos y aquellos que habían sido expulsados de los Antiguos Territorios Orientales de Alemania. En cada caso se otorgaron cinco hectáreas. Después de la Reforma Agraria Alemana de 1945, los soldados soviéticos trabajaron el terreno durante algún tiempo. Dado que el edificio, que había sido utilizado hasta entonces como guardería y enfermería, estaba prácticamente en ruinas, se procedió a la demolición de una gran parte de él en el invierno de 1970 a 1971. Las dependencias del servicio, que se mantuvieron intactas, son en la actualidad la casa nº 67; y, al lado, donde se encontraba la casa señorial, se ubican hoy en día los edificios del cuerpo voluntario de bomberos y el hogar social.

## Evolución censal de habitantes
- 1766–153 habitantes[3]
- 1800–232 habitantes[3]
- 1946–641 habitantes[3]
- 1964–356 habitantes[3]
- 1995–262 habitantes[4]
- 2003–344 habitantes[5]
- 2015–327 habitantes[6]

## Monumentos

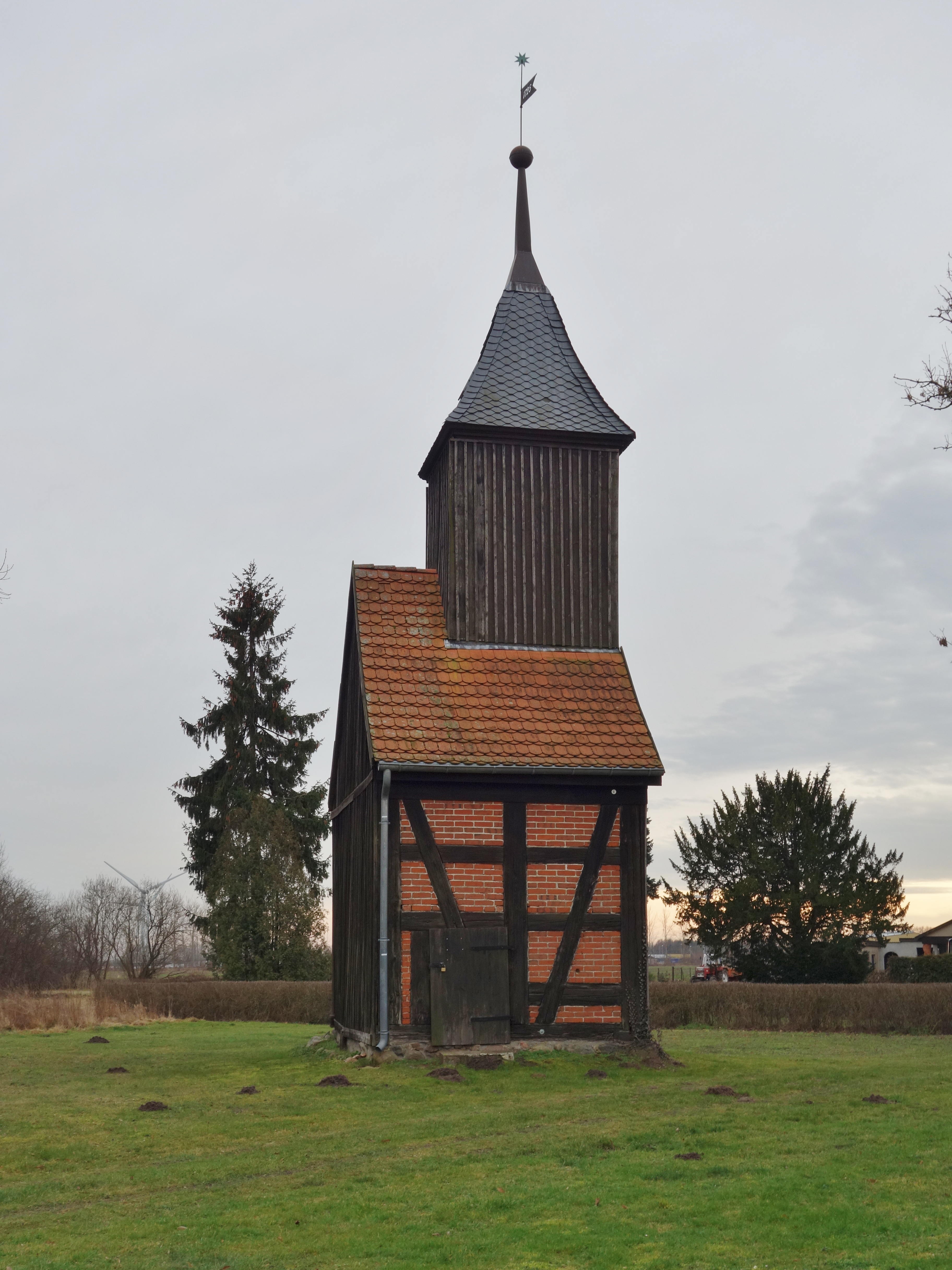
Torre de la iglesia

### Torre de la iglesia[3]
La iglesia entramada se construyó en 1726. En 1982 tuvo que derrumbarse la nave de la misma por una plaga de hongos. Posteriormente, en el año 2002, se restauró el campanario. Fue entonces cuando los albañiles encontraron en la bola bajo la flecha de la torre, que data de 1726, documentos antiguos de 1929. Desde entonces, la historia de este lugar desde la Segunda Guerra Mundial está escondida en la bola de cobre. 
La torre está equipada con dos campanas: una grande, que fue fabricada en 1677 por Martin Heintz en Berlín; y una pequeña de 44 centímetros de diámetro. 
Los servicios eclesiásticos tienen lugar desde los años sesenta en la casa parroquial. 
Por otra parte, delante de la torre de la iglesia se encuentra un monumento conmemorativo en recuerdo a las víctimas de la guerra. Se construyó tras la Primera Guerra Mundial y se restauró posteriormente en 1992.

## Asociaciones
- Asociación de bomberos “Amigos de los bomberos de Werder”
- Asociación femenina de deportes
- Sociedad de tiro de Werder
- Asociación histórica y cultural de Werder

## Transportes
Werder está junto a la carretera comarcal (Kreisstraße) 6808, de la que se ramifican varias carreteras en el núcleo urbano. En el centro del pueblo a ambos lados de la calle mayor se encuentra la parada de autobús de la compañía de transportes de Prignitz Oriental-Ruppin (ORP). De Werder salen carreteras asfaltadas hacia Dabergotz, Walsleben, Kränzlin, Darritz y Gottberg. En dirección a Dabergotz hay un carril bici. La autopista 24 pasa al norte del pueblo.
Desde 1902 hasta diciembre de 2006, Werder tuvo conexión ferroviaria a través de la línea Neustadt–Neuruppin. La última compañía ferroviaria en prestar servicios en esta línea fue Prignitzer Eisenbahn GmbH. La parada de tren de Werder, Werder (b Neuruppin), se encontraba fuera del pueblo.

## Educación
En el centro del pueblo se encuentra la guardería Sonnenschein, con capacidad para 25 niños. Abre de lunes a viernes de 6:30 a 16:30. Actualmente trabajan tres educadores en la guardería.